# Copa d'Europa de futbol 1965-66
La Copa d'Europa de futbol 1965-66 fou l'edició número 11 en la història de la competició. Es disputà entre l'octubre de 1965 i el maig de 1966, amb la participació inicial de 31 equips de 31 federacions diferents.
La competició fou guanyada pel Reial Madrid a la final davant del FK Partizan de Belgrad per 2 a 1 a l'estadi de Heysel de Brussel·les.

## Ronda preliminar
| Equip 1           | Global | Equip 2              | Anada | Tornada |
| ----------------- | ------ | -------------------- | ----- | ------- |
| Feyenoord         | 2-6    | Reial Madrid         | 2-1   | 0-5     |
| 17 Nëntori Tirana | 0-1    | Kilmarnock           | 0-0   | 0-1     |
| Fenerbahçe SK     | 1-5    | RSC Anderlecht       | 0-0   | 1-5     |
| Lyn               | 6-8    | Derry City           | 5-3   | 1-5     |
| Panathinaikos FC  | 4-2    | Sliema Wanderers     | 4-1   | 0-1     |
| Keflavík          | 2-13   | Ferencvárosi TC      | 1-4   | 1-9     |
| Dinamo Bucarest   | 7-2    | Boldklubben 1909     | 4-0   | 3-2     |
| HJK               | 2-9    | Manchester United FC | 2-3   | 0-6     |
| Drumcondra        | 1-3    | Vorwärts Berlin      | 1-0   | 0-3     |
| Stade Dudelange   | 0-18   | SL Benfica           | 0-8   | 0-10    |
| Djurgården        | 2-7    | PFC Levski Sofia     | 2-1   | 0-6     |
| Lausanne Sports   | 0-4    | Sparta Praga         | 0-0   | 0-4     |
| LASK Linz         | 2-5    | Górnik Zabrze        | 1-3   | 1-2     |
| APOEL             | 0-10   | Werder Bremen        | 0-5   | 0-5     |
| FK Partizan       | 4-2    | FC Nantes            | 2-0   | 2-2     |

## Primera ronda
| Equip 1          | Global | Equip 2              | Anada | Tornada |
| ---------------- | ------ | -------------------- | ----- | ------- |
| RSC Anderlecht   | 9-0    | Derry City           | 9-0   | (abd)   |
| Kilmarnock       | 3-7    | Reial Madrid         | 2-2   | 1-5     |
| Dinamo Bucarest  | 2-3    | Inter de Milà        | 2-1   | 0-2     |
| Ferencvárosi TC  | 3-1    | Panathinaikos FC     | 0-0   | 3-1     |
| Sparta Praga     | 3-1    | Górnik Zabrze        | 3-0   | 0-1     |
| FK Partizan      | 3-1    | Werder Bremen        | 3-0   | 0-1     |
| Vorwärts Berlin  | 1-5    | Manchester United FC | 0-2   | 1-3     |
| PFC Levski Sofia | 4-5    | SL Benfica           | 2-2   | 2-3     |

## Quarts de final
| Equip 1              | Global | Equip 2         | Anada | Tornada |
| -------------------- | ------ | --------------- | ----- | ------- |
| RSC Anderlecht       | 3-4    | Reial Madrid    | 1-0   | 2-4     |
| Inter de Milà        | 5-1    | Ferencvárosi TC | 4-0   | 1-1     |
| Sparta Praga         | 4-6    | FK Partizan     | 4-1   | 0-5     |
| Manchester United FC | 8-3    | SL Benfica      | 3-2   | 5-1     |

## Semifinals
| Equip 1      | Global | Equip 2              | Anada | Tornada |
| ------------ | ------ | -------------------- | ----- | ------- |
| Reial Madrid | 2-1    | Inter de Milà        | 1-0   | 1-1     |
| FK Partizan  | 2-1    | Manchester United FC | 2-0   | 0-1     |

## Final

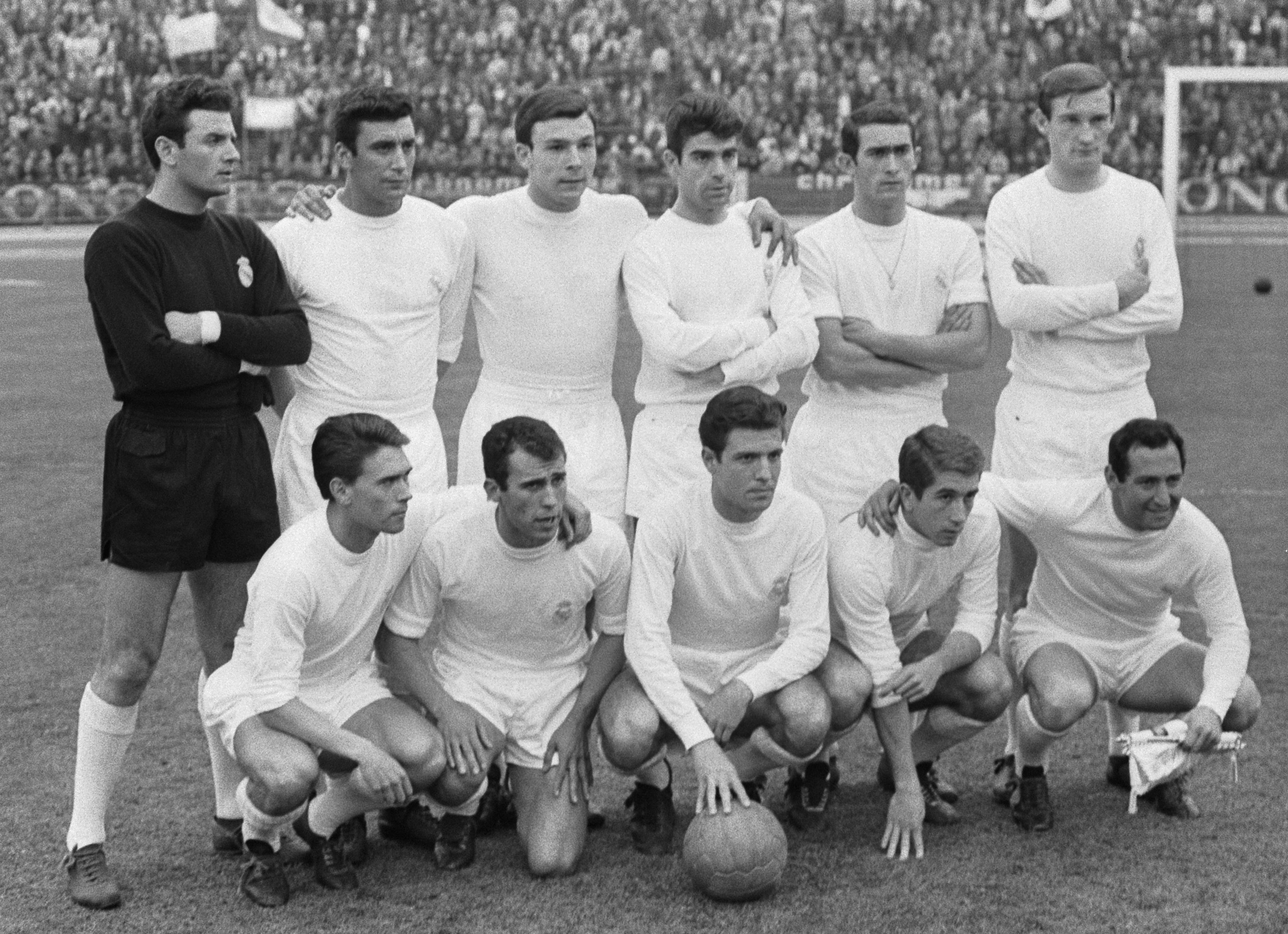
Formació del Reial Madrid

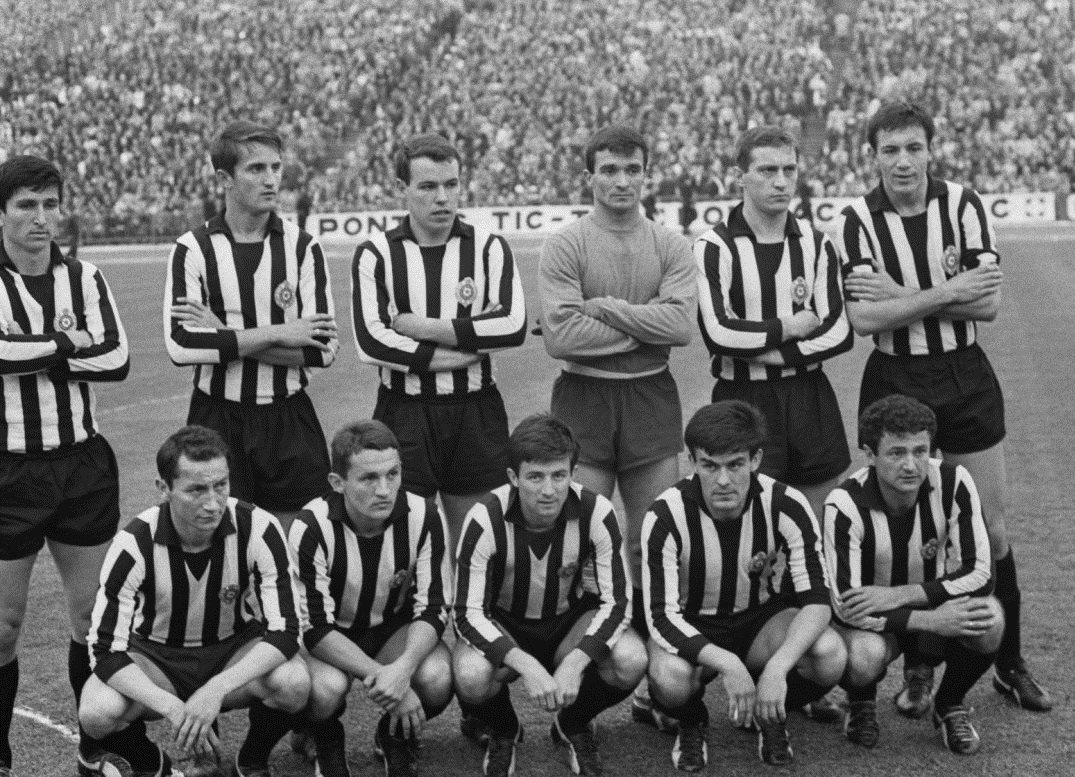
Formació del Partizan.

| Reial Madrid CF        | 2-1 | FK Partizan |
| ---------------------- | --- | ----------- |
| Amaro 70' · Serena 76' |     | Vasović 55' |

| Guanyador de la Copa d'Europa 1965-66 |
| ------------------------------------- |
| Reial Madrid Sisè títol               |